# 문수산터널
문수산터널(文殊山터널)은 전라남도 장성군 서삼면과 전북특별자치도 고창군 고수면을 잇는 고창담양고속도로 상의 터널로, 남고창 나들목과 장성물류 나들목 사이에 위치하고 있다. 연장 고창 방면은 3,820m, 담양 방면은 3,805m로 노선 내 최장 터널이다. 폭은 12.4m(유효폭 11.5m), 높이 7.3m이다.

## 같이 보기
- 고창터널: 고창 방면, 다음 터널
- 장성1터널: 담양 방면, 다음 터널